# Laggkärl

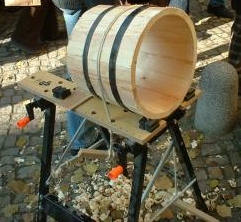
Tillverkning av laggkärl

Laggkärl, runda eller ovala behållare som består av stående, sammanfogade stäver, så kallade laggar. Tekniken är känd åtminstone sedan romersk järnålder.
Stäverna kupas lätt genom att täljas med en bandkniv och är ofta av ek eller bok. I Sverige användes främst furu, men vattentunnor ansågs ta minst smak av granvirke. I smörbyttor användes ofta enevirke, ibland även i brännvinskaggar. Ibland användes alvirke istället. Mera påkostade kärl basades för att ges en rundad profil. Laggarna hålls samman med laggband fästa vid dymlingar. Tunnbanden är av gran, sälg eller i nyare tid med järn eller zink. Botten, och ibland även toppen, på laggkärlet består av en träplatta som är placerad i en skuren eller i modern tid infräst skåra.
Laggkärl kan till exempel vara trätunnor, kar, baljor, stop, såar eller stånkor.